# Dirphya microphthalma
Dirphya microphthalma är en skalbaggsart. Dirphya microphthalma ingår i släktet Dirphya och familjen långhorningar.

## Underarter
Arten delas in i följande underarter:
- D. m. microphthalma
- D. m. rossii